# Gustav August Adolf Becker
Gustav August Adolf Becker (7. Oktober 1805 in Potsdam – 24. März 1841) war ein deutscher Theaterschauspieler, Sänger (Bass) sowie Theater- und Opernregisseur.

## Leben
Er begann seine theatralische Laufbahn 1822 in Stettin. Anlass hierzu gaben die Vorstellungen der Couriolschen Gesellschaft. Allein seine Darstellungen waren noch mangelhaft und er zog es vor, 1824 in die königl. Theatergesangsschule in Berlin einzutreten. Nach dreijährigem Verweilen daselbst wurde er für kleine Basspartien und Nebenrollen im Schauspiel an das königl. Theater engagiert. Er fühlte jedoch, dass er hier keine größeren Rollen bekommen würde und so folgte er dann nach mehrjährigem Engagement daselbst 1834 einer Berufung nach Posen. 1835 war er in Meiningen, 1836 in Leipzig, 1838 in Nürnberg und 1839 in Bremen engagiert. Dort zog er sich infolge allzu starker Anstrengung eine Halskrankheit zu. Nach seiner Wiederherstellung gastierte er am Königstädter Theater in Berlin und war schon im Begriff einem Ruf nach Mainz zu folgen. Doch da er sich noch nicht kräftig genug fühlte, nahm er auf der Reise nach Mainz in Dessau ein Engagement als Regisseur der Oper und des Schauspiels an. Dort brach seine Halskrankheit erneut aus, diesmal bösartig. Er starb an einem Lungenschlag.